# Caiophora dissecta
Caiophora dissecta là một loài thực vật có hoa trong họ Loasaceae. Loài này được (Hook. & Arn.) Urb. & Gilg mô tả khoa học đầu tiên năm 1894.